# Manoir de Fontenay (Lignières-de-Touraine)
Ne doit pas être confondu avec Manoir de Fontenay.
Le manoir de Fontenay est un manoir situé dans la commune de Lignières-de-Touraine, dans le département français d'Indre-et-Loire.
Construit au XIVe siècle, agrandi jusqu'au XVIe siècle puis remanié au début du XXe siècle, il est inscrit comme monument historique en 1947.

## Localisation
Le manoir se situe à environ un kilomètre au nord-est du bourg de Lignières-de-Touraine, au pied du coteau sur la rive gauche du Vieux Cher.

## Histoire
Le château de Fontenay semble établi sur des bases antiques, peut-être une villa romaine : une fouille de 1858 révèle qu'un des murs inclut dans sa maçonnerie du petit appareil et des lits de terres cuites architecturales (opus mixtum).
Au Moyen Âge, la châtellenie de Fontenay relève de la baronnie de Rillé. Le manoir est construit au XIVe siècle mais il est agrandi à la fin du XVe ou au début du XVIe siècle.
Au moment de le Révolution française, la propriétaire du château réside à Aix-la-Chapelle. Le domaine est alors saisi comme bien d'émigré et vendu en septembre 1796.
C'est vers les années 1910 que le mur d'enceinte est pourvu d'une chemin de ronde et d'un crénelage. Au milieu des années 1920, le nouveau propriétaire du manoir demande à Joachim Carvallo et à William Perry Dudley de concevoir un jardin médiéval et de revenir sur certaines modifications architecturales opérées par le précédent châtelain.
Le manoir est inscrit comme monument historique par arrêté du 6 mars 1947.

## Description

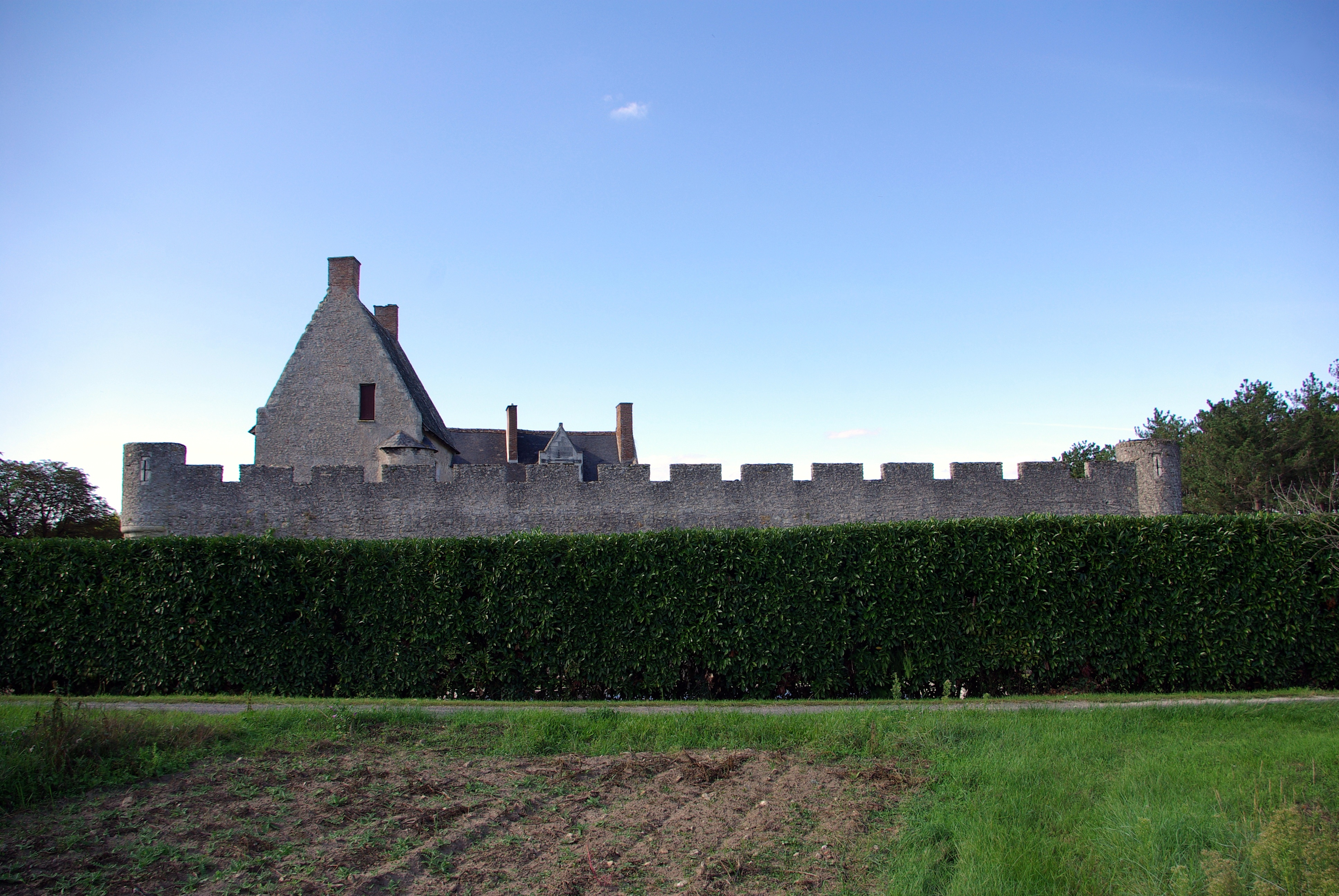
Enceinte crénelée.

Le manoir se présente comme une enceinte quadrangulaire délimitant une cour intérieure. Les bâtiments d'habitations occupent une partie des côtés ouest et nord de cette enceinte,.
Le logis se compose de deux bâtiments initialement distincts, l'un au nord, l'autre à l'ouest, réunis par une aile dans laquelle est percée la porte en arc brisé d'accès à la cour intérieure. L'angle nord-ouest de cet ensemble est occupé par une tout cylindrique renfermant l'escalier d'accès aux étages ; une autre tour, tronquée, flanque la seconde extrémité du bâtiment septentrional. Les deux murs gouttereaux du bâtiment occidental, côté cour et côté extérieur, sont percés de baies étroites.
L'enceinte est pourvue d'une échauguette dans chacun des trois angles non occupés par les bâtiments. Elle est équipée d'une chemin de ronde continu et rehaussée d'un crénelage au début du XXe siècle. Elle était défendue extérieurement par des douves qui subsistent encore, sèches, à son flanc ouest.

## Pour en savoir plus